# Kristín Þóra Haraldsdóttir
Kristín Þóra Haraldsdóttir (translit. Kristin Thora Haraldsdottir), née le 25 février 1982 à Reykjavik (Islande), est une actrice et musicienne islandaise.

## Biographie
Kristín Þóra Haraldsdóttir est diplômée du département de théâtre de l'Académie des Arts d'Islande au printemps 2007.
Après avoir obtenu son diplôme, elle est employée par la Akureyri Theatre Company, où elle joue dans Óvitar, Ökutímum et Fló on Skinn. Au printemps 2008, elle est employée par le Reykjavík City Theatre et au Théâtre national d'Islande, où elle joue dans une douzaine de pièces.
Elle tient le rôle principal dans deux films, le lauréat de Sundance et film à succès international And Breathe Normally (islandais : Andið Eðlilega, 2018) réalisé par Ísold Uggadóttir dans lequel est Lára, et est Magnea dans Let Me Fall (islandais : Lof mér að falla, 2018) réalisé par Baldvin Z, sorti au TIFF en 2018.
Kristín Þóra Haraldsdóttir figure dans la sélection des Shooting Stars de la Berlinale 2019 par l'European Film Promotion. Chaque année, dix acteurs et actrices prometteurs sont sélectionnés parmi leurs membres du fait qu'ils ont reçu une attention particulière dans leur pays et à l'international

## Filmographie partielle
- 2018 : And Breathe Normally de Ísold Uggadóttir : Lára
- 2018 : Let Me Fall (islandais : Lof mér að falla de Baldvin Z : Magnea